# Bäckerbrücke
Die Bäckerbrücke ist eine sechsspurige Straßenbrücke über die Alster in Hamburg-Poppenbüttel. Sie ist Teil des Saseler Damms (Ring 3). Unterhalb der Brücke verläuft neben der Alster der Alsterwanderweg.
Im 16. Jahrhundert gab es bereits eine Alsterbrücke in Poppenbüttel, die mit dem Bau der Poppenbütteler Schleuse um 1529 – über das untere Schleusenwehr – zunächst als Fußgängerbrücke und später Fahrbrücke führte. Die damalige Bäckerei in der Nähe gab der Brücke ihren Namen.

## Geschichte
Mit dem Bau der Poppenbütteler Schleuse zwischen 1528 und 1529 gab es bereits eine Brücke, die anfänglich als Fußgängersteg über das untere Schleusenwehr führte. Für das Fuhrwerk bestand dort nur eine mit Buschwerk befestigte Alsterfurt.
Im 16. Jahrhundert schrieb Herzog Adolf von Holstein an die Stadt Hamburg, dass die Alsterbrücke in Poppenbüttel (in der Gegend der unteren Schleuse) weggetrieben sei und die Stadt diese wieder herstellen solle. Poppenbüttel gehörte zum Herzogtum Holstein und damit zum dänischen Gesamtstaat. Die Hoheit über die Alster mit ihren Schleusen hatte seit 1365 die Stadt Hamburg.
Wappensteine an den Schleusen dienten der Bekanntgabe der hamburgischen Stromhoheit über die Alster. Etwa 15 m flussaufwärts der Bäckerbrücke befindet sich heute noch an der historischen Stützmauer der Schleusenanlage ein solcher Wappenstein von 1859. Er gibt an, dass das Gebiet rechts und links der Alster, die Verläufe der Treidelpfade, durch einen Staatsvertrag zum Hamburger Staatsgebiet gehört. An der Brücke gab es auch einen Schlagbaum und eine Zollstelle, an der die Dänen wie auch die Hamburger beim Passieren Zoll erhoben.

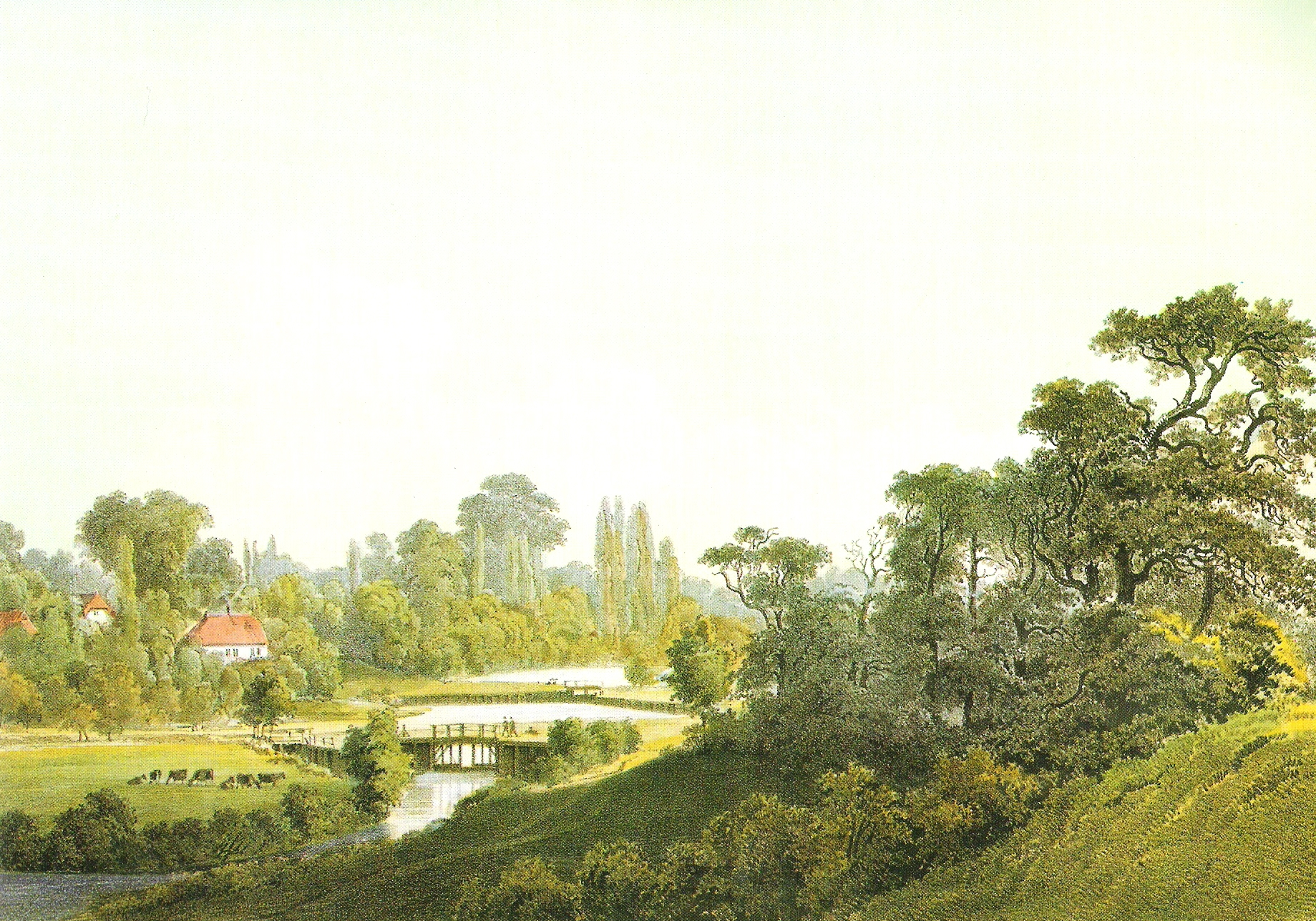
Poppenbütteler Schleuse im Jahre 1856, im Vordergrund das untere Wehr mit der Bäckerbrücke, im Hintergrund das obere Wehr. Lithografie von Wilhelm Heuer

Der Besitzer der Poppenbüttler Pulver- und Kupfermühle (um 1686) an der Mellingbek soll für seine Waren eine Fahrbrücke über die Alster angelegt haben. Die Brücke mit der Jahreszahl 1710 wurde 1742 baufällig und brach 1743 ein. Das Hamburger Domkapitel als Eigentümer zahlte für den Brückenneubau 300 Taler. Die Stadt und das Domkapitel trugen auch die Unterhaltungskosten für die Brücke. Die Holzkonstruktion der Schleuse mit der Fahrbrücke wurde in den Jahren 1768, 1784, 1828, 1864, 1895 und zuletzt 1925 erneuert.
Die Bäckerei, die sich nahe der Brücke und rechtsseitig der Alster befand, gab der Brücke ihren Namen. Die Bäckerei gibt es schon lange nicht mehr.
Für die ausgeprägten Milchwirtschaften der Gutshöfe Poppenbüttler Hof von Eduard Henneberg und Hohenbuchen von Eduard Lippert um 1900 war die Bäckerbrücke für den Transport ihrer Waren über Wellingsbüttel nach Hamburg von großer Bedeutung. Zweimal täglich wurden in der Regel über 1000 Liter Milch mit Pferdewagen nach Hamburg transportiert. Auch die großen Ochsen- und Hopfentransporte führten über die Brücke. Bis in die 1950er Jahre bestand die Schleusenfunktion an der Bäckerbrücke.

### Neubau der Brücke
1972 wurde die zweispurige Bäckerbrücke wegen des zunehmenden Verkehrs auf sechs Spuren (vier Fahrspuren und zwei Abbiegespuren) erweitert. Als Teil des Ring 3 in Hamburg ist sie verkehrstechnisch bedeutsam. In einer Drucksache des Hamburger Senats wird das Verkehrsaufkommen über die Bäckerbrücke an einem Werktag im Jahr 2013 mit durchschnittlich 61.000 Fahrzeugen pro Tag angegeben.
Die Brücke hat eine Breite von 31,13 m, die Spannweite beträgt 18,60 m. Die Weite der überbrückten Alster beträgt 14,2 m. An der Brückenunterseite befinden sich Rohrleitungen für Wasser, Strom und Gas. Linksseitig Alster überspannt die Brücke den Alsterwanderweg, rechtsseitig befindet sich ein 35 cm breiter Holzsteg.
Der Holzsteg soll dem Fischotter als Laufsteg zur Durchquerung des Brückenunterführung dienen, da eine Belebung des Fischotters an der Alster festgestellt wurde. Es wird angenommen, dass wegen der Dunkelheit unter der Bäckerbrücke der Fischotter, statt die Brückenunterführung zu durchschwimmen, den Weg über die Brücke nehmen würde, was bei dem Verkehrsaufkommen auf der Brücke tödlich wäre.
An der Bäckerbrücke befindet sich auch ein Messpegel, der zur Regulierung des Wasserstandes der Alster und dem Hochwasserschutz dient.

### Bildergalerie

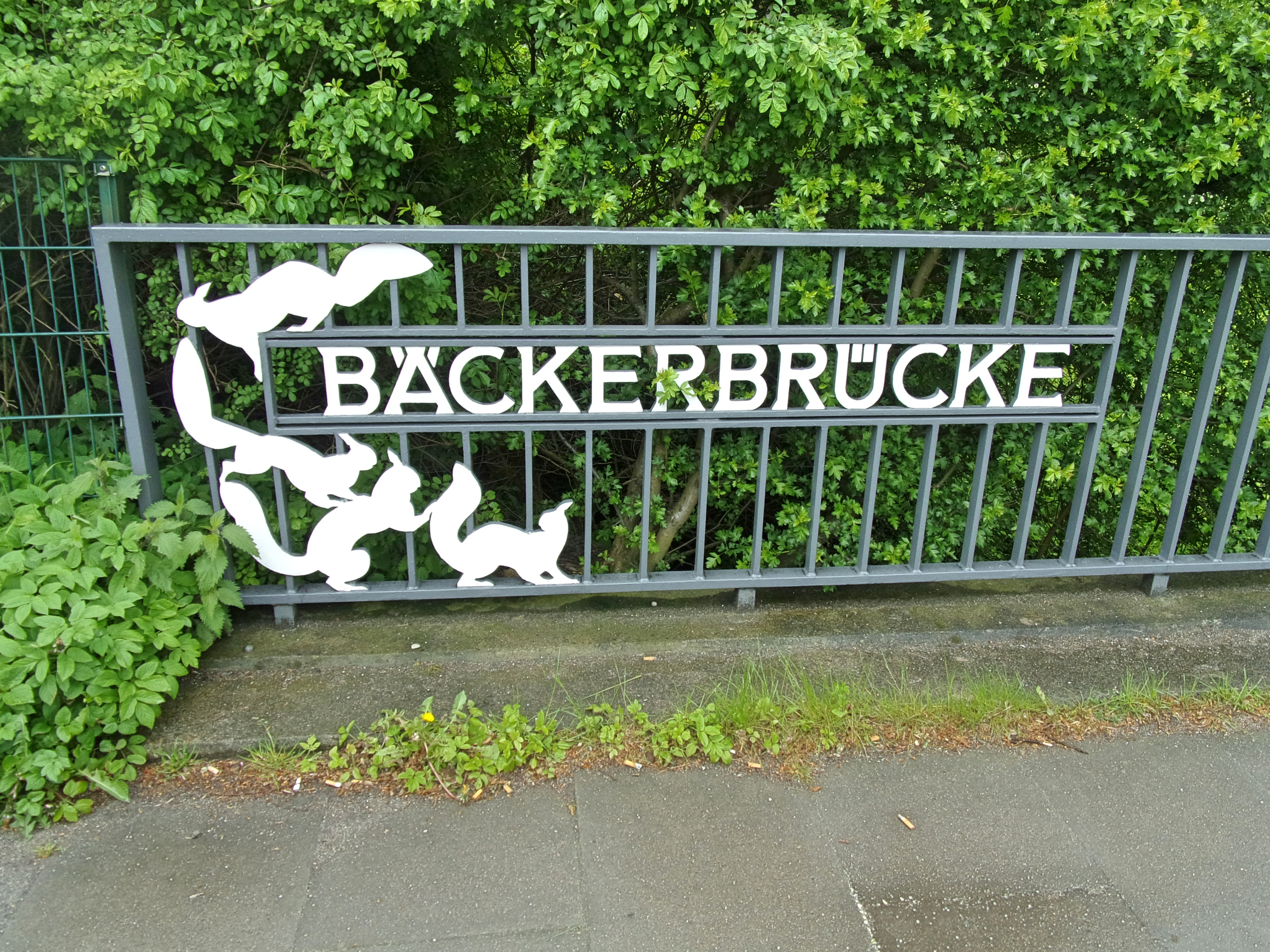
Das Namensschild der Brücke mit den vier Eichhörnchen wurde 1971 von dem Metall- und Steinbildhauer Ernst Hanssen erstellt.
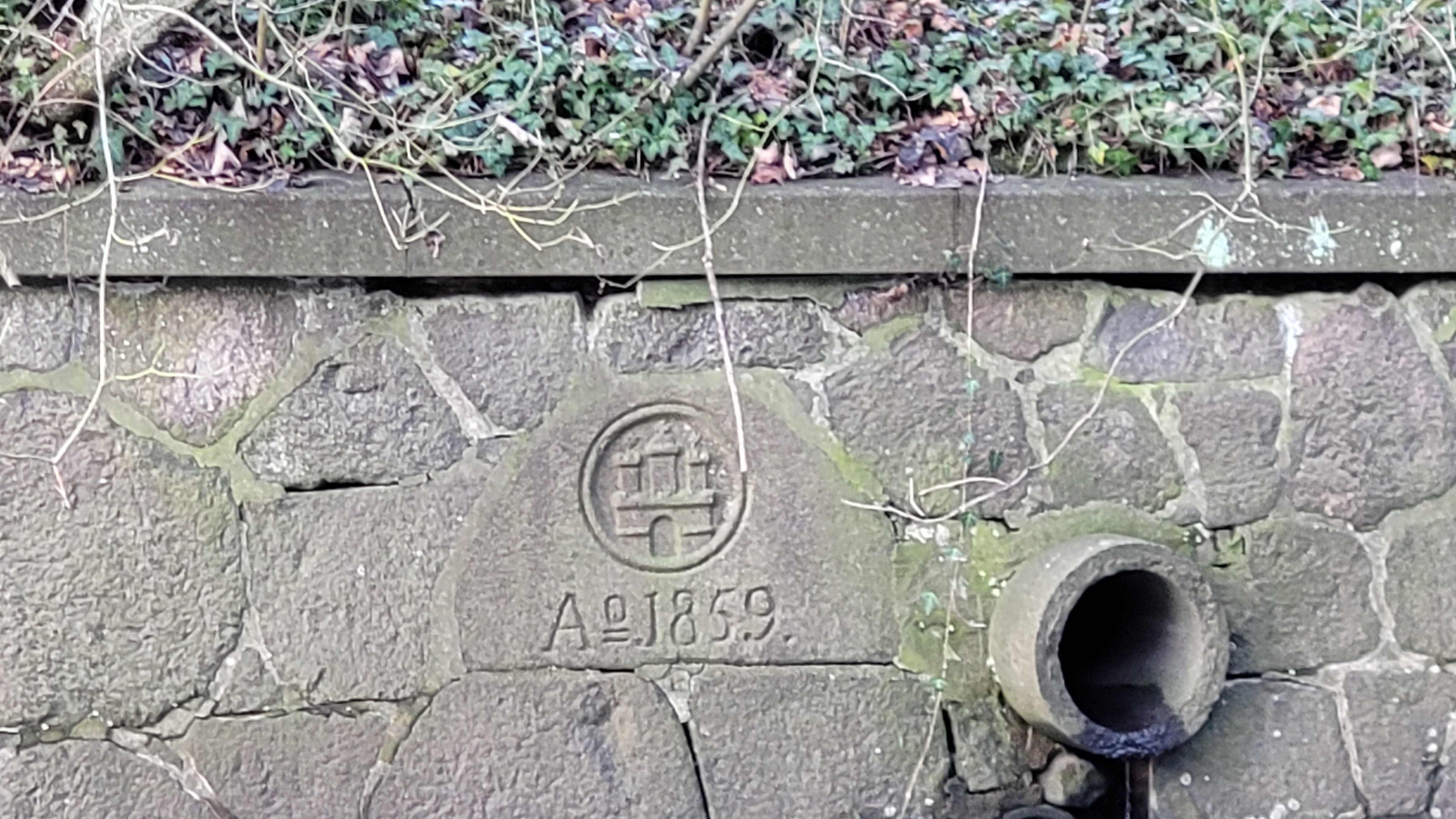
Hamburger Wappen von 1859 an der historischen Stützmauer der Poppenbüttler Schleuse.
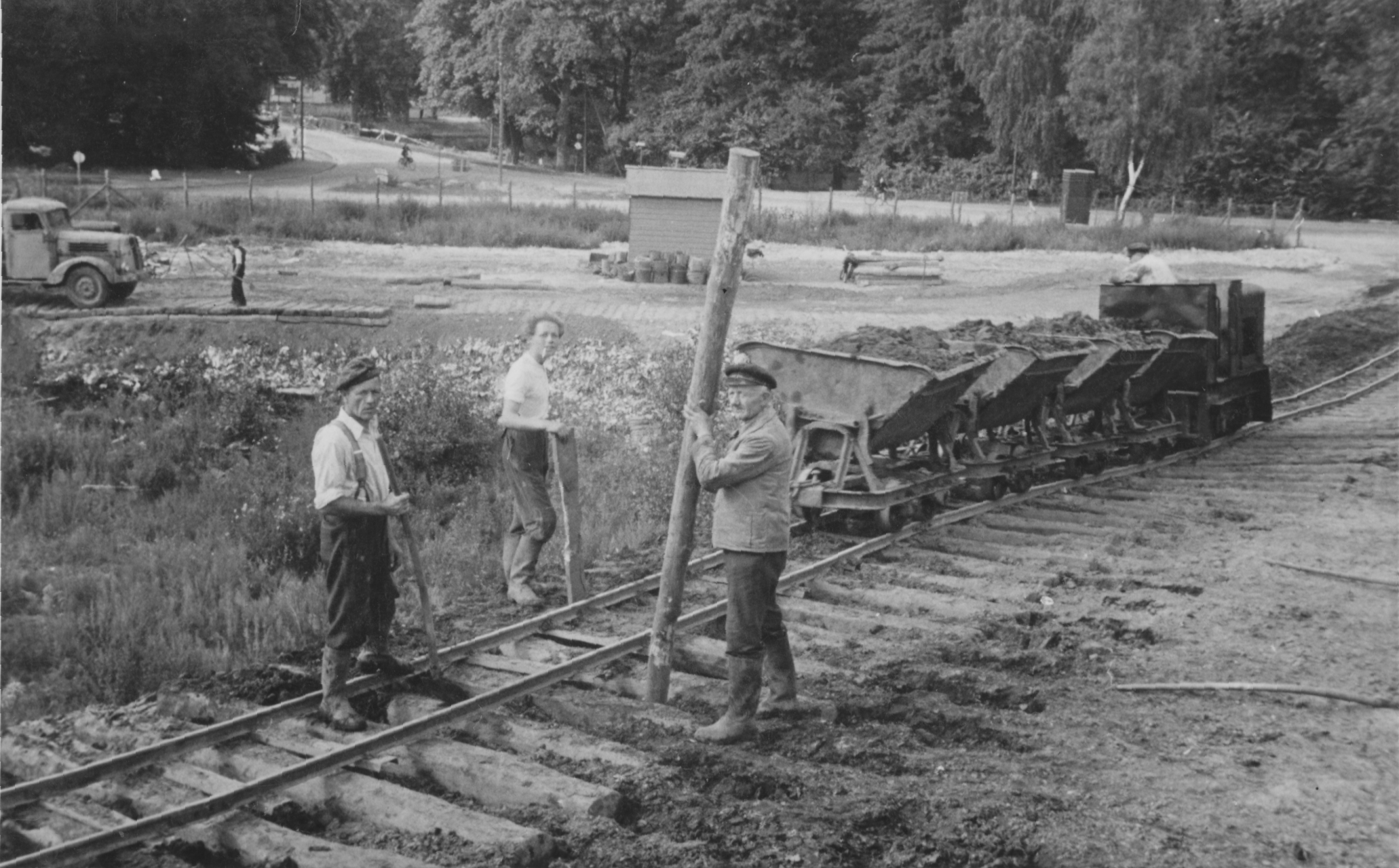
Die Bäckerbrücke im Bild hinten, links, von 1950.
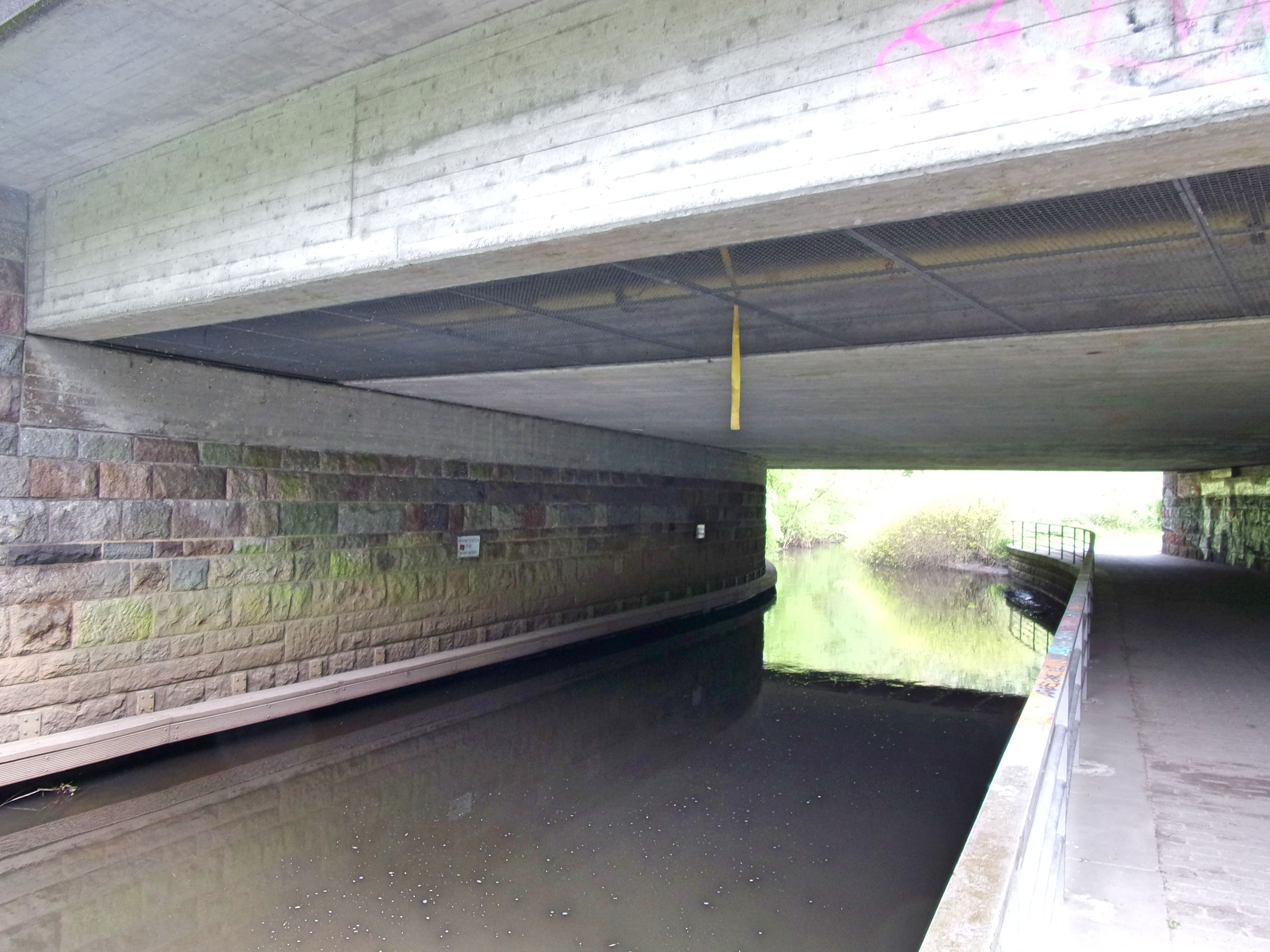
Brückenunterführung, links im Bild der Fischotter-Laufsteg.